# Варано Маркези (Парма)
Варано Маркези је насеље у Италији у округу Парма, региону Емилија-Ромања.
Према процени из 2011. у насељу је живело 289 становника. Насеље се налази на надморској висини од 229 м.